# 간편식

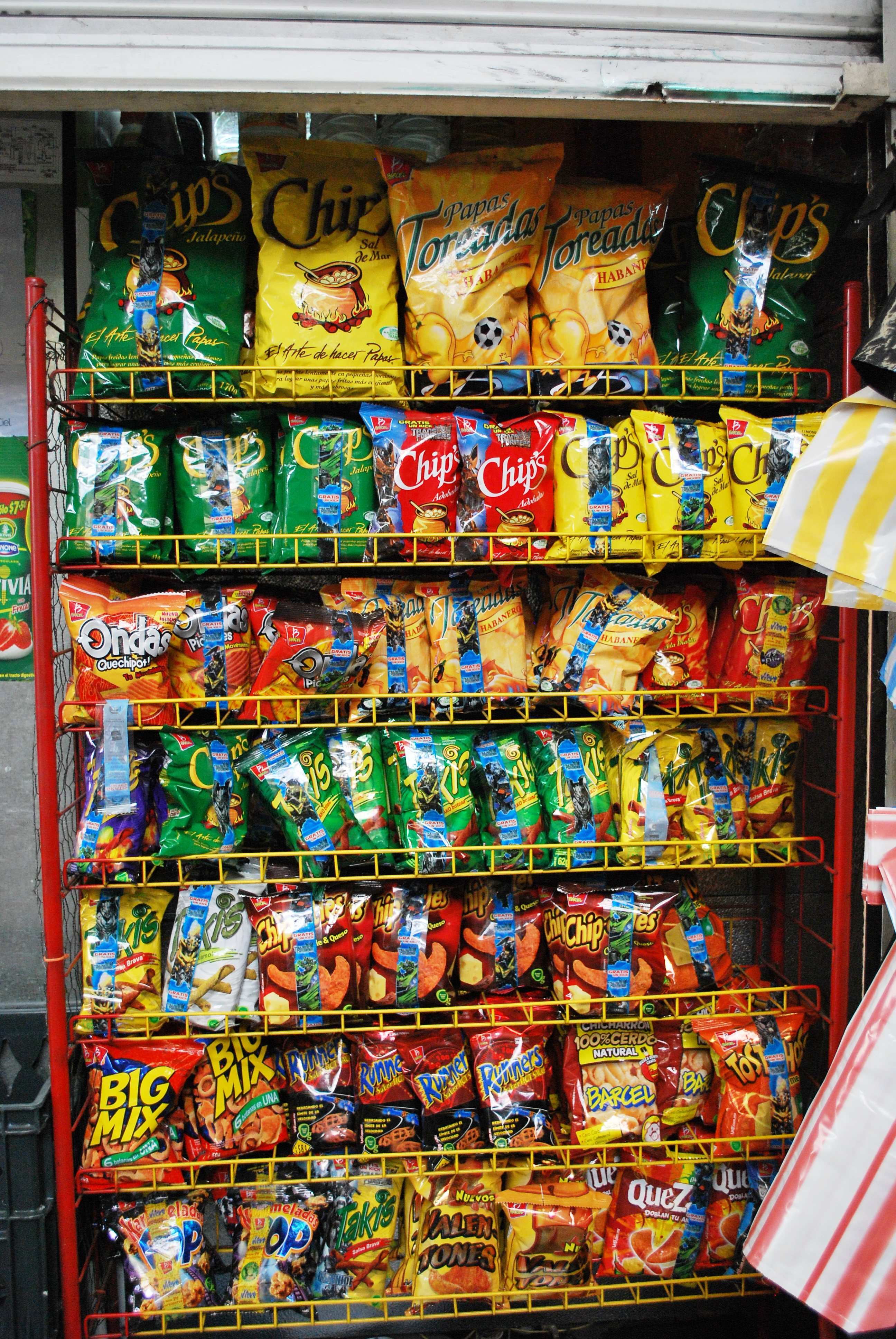
칩(영국의 음식)을 포함한 간편 스낵 식품 코너

간편식(簡便食)은 복잡한 조리 과정 없이 간편하게 먹을 수 있는 가공식품이다. 라면 등 즉석식품, 냉동만두 등 냉동식품, 밀키트 등이 포함된다. 전투식량도 간편식의 하나이다.

## 같이 보기
- 길거리 음식
- 패스트 푸드